# Stelling van Schiffler

Concurrente rechten van Euler volgens de stelling van Schiffler.

De stelling van Schiffler is een stelling uit de driehoeksmeetkunde. 
De stelling luidt: 

Als I het middelpunt van de ingeschreven cirkel is van een driehoek ABC, zijn de rechten van Euler van de driehoeken ABC, IBC, AIC en ABI concurrent. Het gezamenlijke snijpunt wordt het punt van Schiffler genoemd. 
Deze stelling werd in 1985 geïntroduceerd door de speelgoedfabrikant en amateurmeetkundige Kurt Schiffler (1896–1986) in het Canadese wiskundetijdschrift Crux Mathematicorum.
De stelling is een bijzonder geval van het feit dat I op de kubische kromme van Neuberg ligt, en dat deze kubische kromme de meetkundige plaats is van punten P zodat de rechten van Euler van ABC, PBC, APC en ABP concurrent zijn.